# Архелия (Валье-дель-Каука)
Архелия (исп. Argelia) — город и муниципалитет на западе Колумбии, на территории департамента Валье-дель-Каука. Входит в состав Северного субрегиона.

## История
Поселение, из которого позднее вырос город, было основано 22 марта 1904 года. Муниципалитет Архелия был выделен в отдельную административную единицу в 1956 году.

## Географическое положение

Муниципалитет Архелия

Город расположен в северной части департамента, в гористой местности Западной Кордильеры, на расстоянии приблизительно 142 километров к северо-северо-востоку (NNE) от города Кали, административного центра департамента. Абсолютная высота — 1623 метра над уровнем моря.
Муниципалитет Архелия граничит на западе с территорией муниципалитета Эль-Кайро, на севере — с муниципалитетом Ансермануэво, на юге и юго-западе — с муниципалитетом Версальес, на востоке — с муниципалитетом Торо. Площадь муниципалитета составляет 87 км².

## Население
По данным Национального административного департамента статистики Колумбии, совокупная численность населения города и муниципалитета в 2015 году составляла 6440 человек.
Динамика численности населения муниципалитета по годам:
| 2005 | 2006 | 2007 | 2008 | 2009 | 2010 | 2011 | 2012 | 2013 | 2014 | 2015 |
| ---- | ---- | ---- | ---- | ---- | ---- | ---- | ---- | ---- | ---- | ---- |
| 6693 | 6654 | 6631 | 6608 | 6586 | 6555 | 6543 | 6517 | 6481 | 6471 | 6440 |

Согласно данным переписи 2005 года мужчины составляли 53,3 % от населения Архелии, женщины — соответственно 46,7 %. В расовом отношении белые и метисы составляли 79,7 % от населения города; негры, мулаты и райсальцы — 17,5 %; индейцы — 2,8 %.
Уровень грамотности среди всего населения составлял 82,9 %.

## Экономика
Основу экономики Архелии составляет сельское хозяйство.
50 % от общего числа городских и муниципальных предприятий составляют предприятия сферы обслуживания, 38,5 % — предприятия торговой сферы, 11,5 % — промышленные предприятия.